# Liste der Wegekreuze und Bildstöcke in Aachen-Eilendorf
Die Liste der Wegekreuze und Bildstöcke in Aachen-Eilendorf listet die Flur- und Wegekreuze sowie die Bildstöcke mit ihrer jeweiligen persönlichen Geschichte – soweit bekannt – im Stadtbezirk Eilendorf auf ohne Anspruch auf Vollständigkeit.

## Liste
| Standort                                             | Datierung             | Beschreibung/Inschrift | Bild |
| ---------------------------------------------------- | --------------------- | --- | ---- |
| Wegekreuz Bruchstraße, Ecke Müselterweg (Lage)       | 2015                  | Holzkreuz mit großem weißem Korpus unter Giebeldach. Ursprüngliches Kreuz wurde vor 1900 gefertigt und hatte unterschiedliche Standorte. Neuanfertigung nach Vandalismus im Jahr 2015 |      |
| Steinkreuz Heckstraße (Lage)                         | 1904                  | Steinkreuz auf quadratischem hohem Sockel und metallenem Korpus, gestiftet von den Anwohnern; Inschrift: „Rette Deine Seele, 1904“ |      |
| Unfallkreuz Heckstraße (Lage)                        | 2017                  | Kleines Holzkreuz mit der Inschrift: „Tobias Knappe * 21.8.1992 † 9.9.2017“ am Straßenrand der nördlichen Heckstraße, 400 Meter vor der Mündung in die Würselener Straße gegenüber dem Radweg, dazu ein improvisiertes Kreuz aus Altmetall und aufgesteckten Schraubenschlüsseln. Das Ensemble erinnert an einem schweren Verkehrsunfall im September 2017, bei dem der Fahrer ums Leben kam. |      |
| Missionskreuz Eilendorf (Lage)                       | 1869                  | Missionskreuz unter Schutzdach auf mit Natursteinen gemauertem Sockel am Chor der Kirche St. Severin aus dem Jahr 1869. Holz mit lebensgroßem Kruzifixus, weiß gestrichen. (Volksmissionen: 1893, 1912, 1922, 1932, 1951). Oben am Kreuz angebracht ist eine Plakette mit der Inschrift „INRI“. |      |
| Steinkreuz Nirmer Friedhof (Lage)                    | 1897                  | Steinkreuz aus dem Jahr 1897, aufgestellt an der oberen Brückstraße. Seit den 1920er Jahren auf dem Nirmer Friedhof versetzt. Inschrift: „Sehet das Lamm Gottes welches hinwegnimmt die Sünden der Welt Joh. 1, 29. — 1897“ sowie der Name des Steinmetzes J. Kroppenberg. |      |
| Steinkreuz Nirmer Platz, Ortsteil Nirm (Lage)        | 1907/1908             | Antoniuskreuz anstelle der ehemaligen Antoniuskapelle. Auf drei Stufen große Kreuzigungsgruppe mit Kruzifixus mit zwei seitlichen Heiligenfiguren (Maria und Johannes), Retabelaltar und einer Figurennische in der Mittelsäule; alles aus belgischem Granit. Inschrift Vorderseite: „O crux ave spes unica“; Inschrift Rückseite: „Errichtet im Jahre 1907 zur Erinnerung an die ehemalige Antoniuskapelle“, die etwa 1869 niedergelegt wurde; Alter der Kapelle unbekannt.                                                                                  |      |
| Steinkreuz Steinstraße (Lage)                        | 1834                  | Schmales Buntsandsteinkreuz auf säulenartigem Unterbau mit Figurennische für eine Marienfigur. Das Kreuz wurde nach einem Beschluss des Eilendorfer Gemeinderates vom 2. April 1834 als Ersatz für ein altes Holzkreuz errichtet. Während der NS-Zeit fühlten sich die in der benachbarten alten Schule tagenden Nazis durch das Kreuz gestört; es sollte abgerissen werden. Dass dieses Kreuz erhalten blieb, ist ein Verdienst des Eilendorfer Steinmetzes Adam Ortmanns. Die Gesamthöhe beträgt ca. 400 cm.                                                |      |
| Wegekreuz Müselterweg (Lage)                         | unbekannt             | Holzkreuz mit kleinem Korpus und verzinktem Giebeldach |      |
| Wegekreuz Prunkweg (Lage)                            | unbekannt             | Holzkreuz mit kleinem Korpus, errichtet vom Heimatverein Eilendorf. Es soll an ein altes Kreuz in diesem Bereich erinnern, an dem bei Bittprozessionen der feierliche Segen erteilt und um Gottes Segen auf die Fluren gebetet wird. |      |
| Wegekreuz Von-Coels-Straße (Lage)                    | 1955 (Neuanfertigung) | Holzkreuz mit großem Korpus und Giebeldach. Ursprüngliches Kreuz wurde 1829 von der Familie Kind gestiftet, den Besitzern der dahinter liegenden Gaststätte. Neuanfertigung 1955 |      |
| Steinkreuz Von-Coels-Straße/Ecke Lindenstraße (Lage) | 1908                  | Das übergroße, altarartige Steinkreuz soll an die ehemalige Rochuskapelle erinnern, die bis Ende des 18. Jahrhunderts in der Nähe gestanden hatte. Vor der Errichtung dieser Kreuzanlage stand nahebei ein Holzkreuz unter zwei Lindenbäumen. In der Figurennische unter dem Kreuz steht eine Statue des heiligen Rochus von Montpellier. Inschrift auf der Rückseite des Kreuzes: „Haec nova Crux erecta est Anno Domini 1908“. Die gesamte Anlage ist mit einem schmiedeeisernen Gitter umzäunt. Das Kreuz mit Retabelaltar hat eine Gesamthöhe von 500 cm. |      |